# كارل فينسيكويرا
كارل فينسيكويرا (بالإنجليزية: Carl Vinciquerra)‏ (19 أكتوبر 1914 – 10 نوفمبر 1997) هو ملاكم أمريكي راحل، مثّل بلاده في الألعاب الأولمبية الصيفية 1936.

## روابط خارجية
كارل فينسيكويرا على موقع بوكس ريك (الإنجليزية) (registration required)
- كارل فينسيكويرا على موقع أوليمبيديا (الإنجليزية)